# 三橋美智也の世界
「三橋美智也の世界」（みはしみちやのせかい）は、1978年にリリースされた三橋美智也のスタジオ・アルバム。三橋の歌手生活25周年特別企画として発表され「哀愁・惜別・生命・慟哭・故郷」の5枚組に、未発表曲・新曲を含めた全70曲が収録された。

## 収録曲

### テーマ①「哀愁」
第1面
1. おんな船頭唄
  - 作詞:藤間哲郎／作曲・編曲:山口俊郎
2. ギター鴎
  - 作詞:矢野亮／作曲・編曲:吉田矢健治
3. センチメンタルトーキョー
  - 作詞:東條寿三郎／作曲・編曲:佐伯としを
4. 北海の終列車
  - 作詞:高橋掬太郎／作曲:中野忠晴／編曲:上野正雄
5. てんまり波止場
  - 作詞:たなかゆきを／作曲・編曲:林伊佐緒
6. 小島の鴎
  - 作詞:矢野亮／作曲・編曲:渡久地政信
7. 浮雲の町
  - 作詞:東條寿三郎／作曲:白石十四男／編曲:丸山雅仁

第2面
1. 星屑の町
  - 作詞:東條寿三郎／作曲・編曲:安部芳明
2. 石狩川悲歌
  - 作詞:高橋掬太郎／作曲・編曲:江口浩司
3. 城ヶ島慕情
  - 作詞:矢野亮／作曲:中野忠晴／編曲:上野正雄
4. おさげと花と地蔵さんと
  - 作詞:東條寿三郎／作曲・編曲:細川潤一
5. あの娘が泣いてる波止場
  - 作詞:高野公男／作曲・編曲:船村徹
6. 誰も知らない赤い花
  - 作詞:喜志邦三／作曲:吉田矢健治
7. 北国行の指定券
  - 作詞:藤公之介／作曲・編曲:高田弘

### テーマ②「惜別」
第1面
1. 哀愁列車
  - 作詞:横井弘／作曲・編曲:鎌多俊与
2. おさらば東京
  - 作詞:横井弘／作曲:中野忠晴／編曲:上野正雄
3. お花ちゃん
  - 作詞:矢野亮／作曲・編曲:吉田矢健治・小町昭
4. また来るよ
  - 作詞:藤間哲郎／作曲:佐伯としを
5. 東京はさよならの町
  - 作詞:横井弘／作曲:安部芳明
6. 達者でナ
  - 作詞:横井弘／作曲:中野忠晴／編曲:上野正雄
7. 忘郷花
  - 作詞:氷川佳助／作曲:桜田誠一／編曲:丸山雅仁

第2面
1. 武田節
  - 作詞:米山愛紫／作曲:明本京静
2. 北海道函館本線
  - 作詞:藤間哲郎／作曲・編曲:桜田誠一
3. たった一人の人でした
  - 作詞:高橋掬太郎／作曲:中野忠晴／編曲:上野正雄
4. 白菊の唄
  - 作詞:たなかゆきを／作曲:山口俊郎
5. かすりの女と背広の男
  - 作詞:黒田すゝむ／補作詞:横井弘／作曲・編曲:吉田矢健治
6. また来るぜ東京
  - 作詞:矢野亮／作曲:桜田誠一
7. 春雪
  - 作詞:横井弘／作曲:江口浩司／編曲:丸山雅仁

### テーマ③「生命」
第1面
1. 青磁の盃
  - 作詞:矢野亮／作曲:中野忠晴
2. 夜霧の花束
  - 作詞:矢野亮／作曲:佐伯としを
3. 摩周湖の唄
  - 作詞:高橋掬太郎／作曲:飯田三郎
4. 佐渡の春駒
  - 作詞:矢野亮／作曲:鎌多俊与
5. 雨とかたつむり
  - 作詞:たなかゆきを／作曲・編曲:小町昭
6. 妻恋船頭唄
  - 作詞:潮竜一郎／作曲・編曲:飯田三郎
7. 沓掛やくざ
  - 作詞:山崎正／作曲:山口俊郎

第2面
1. あゝこの辛さ
  - 作詞:川内康範／作曲・編曲:飯田三郎
2. 湯の町さのさ
  - 作詞:たなかゆきを／作曲・編曲:林伊佐緒
3. つらい晩だよ
  - 作詞:高野公男／作曲:船村徹
4. 旅行く一茶
  - 作詞:伊吹とおる／作曲・編曲:佐伯としを
5. 怪傑ハリマオの歌
  - 作詞:加藤省吾／作曲・編曲:小川寛興
6. 幸福さん
  - 作詞:服部鋭夫/作曲:林伊佐緒
7. 果てない航路
  - 作詞:横井弘／作曲・編曲:鎌多俊与

### テーマ④「慟哭」
第1面
1. 古城
  - 作詞:高橋掬太郎／作曲・編曲:細川潤一
2. 男涙の子守唄
  - 作詞:高橋掬太郎／作曲:細川潤一
3. あゝ田原坂
  - 作詞:高橋掬太郎／作曲・編曲:山口俊郎
4. あゝ想夫恋
  - 作詞:高橋掬太郎／作曲・編曲:細川潤一
5. 雨の九段坂
  - 作詞:矢野亮／作曲:佐伯としを
6. 酒の苦さよ～新相馬節～
  - 作詞:山崎正／作曲・編曲:山口俊郎
7. 寒い春の物語
  - 作詞:藤田まさと／作曲:吉田矢健治／編曲:川上英一

第2面
1. 母恋吹雪
  - 作詞:矢野亮／作曲・編曲:林伊佐緒
2. 夢で逢えるさ
  - 作詞:矢野亮／作曲・編曲:佐伯としを
3. 今夜も星がいっぱいだ
  - 作詞:東條寿三郎／作曲・編曲:吉田矢健治
4. 東京見物
  - 作詞:伊吹とおる／作曲・編曲:佐伯としを・小町昭
5. 二本松少年隊
  - 作詞:高橋掬太郎／作曲・編曲:細川潤一
6. 里恋がらす
  - 作詞:横井弘／作曲:山口俊郎
7. 竜飛岬
  - 作詞:森繁久彌／作曲・編曲:岩代浩一

### テーマ⑤「故郷」
第1面
1. リンゴ村から
  - 作詞:矢野亮／作曲・編曲:林伊佐緒
2. 夕焼けとんび
  - 作詞:矢野亮／作曲・編曲:吉田矢健治
3. 手まり数え唄
  - 作詞:東條寿三郎／作曲:中野忠晴／編曲:上野正雄
4. 岩手の和尚さん
  - 作詞:矢野亮／作曲:吉田矢健治／編曲:小町昭
5. さすらいの唄<津軽山唄>
  - 作詞:山崎正／作曲:山口俊郎
6. リンゴ花咲く故郷へ
  - 作詞:矢野亮／作曲・編曲:林伊佐緒
7. 瞼の中に故里が
  - 作詞:矢野亮／作曲:徳久広司／編曲:高田弘

第2面
1. 赤い夕陽の故郷
  - 作詞:横井弘／作曲:中野忠晴／編曲:上野正雄
2. ご機嫌さんよ達者かね
  - 作詞:高野公男／作曲・編曲:船村徹
3. 山がある川がある
  - 作詞:矢野亮／作曲・編曲:白石十四男
4. 草笛の丘
  - 作詞:高橋掬太郎／作曲・編曲:飯田三郎
5. ふるさとの四季
  - 作詞:木下龍太郎／作曲:山口俊郎
6. 江差恋しや
  - 作詞:高橋掬太郎／作曲・編曲:飯田三郎
7. 花恋し人恋し親恋し
  - 作詞:藤間哲郎／作曲:弦哲也／編曲:川上英一